# Župnija Črna na Koroškem
Župnija Črna na Koroškem je rimskokatoliška teritorialna župnija dekanije Dravograd-Mežiška dolina koroškega naddekanata, ki je del nadškofije Maribor.

## Sakralni objekti
- Cerkev sv. Ožbolta, Črna na Koroškem (župnijska cerkev)
- Cerkev sv. Helene Podpeca.